# Steve McManaman
Steve McManaman (Liverpool, Engleska, UK, 11. veljače 1972.) je bivši engleski nogometaš i nacionalni reprezentativac. Većinu igračke karijere proveo u nogometnim velikanima Liverpoolu i Real Madridu. McManaman je bio univerzalan nogometaš tako da je mogao igrati kao krilo, polušpica ili središnji vezni.
Po broju osvojenih trofeja, jedan je od najuspješnijih engleskih igrača. Prvi je britanski nogometaš koji je uspio osvojiti dvije Lige prvaka te prvi Englez koji je to natjecanje uspio osvojiti u nekom stranom klubu. Na temelju ankete provedene 2008. godine, Steve McManaman je stavljen na treće mjesto ljestvice 10 najvećih britanskih nogometaša koji su igrali izvan domovine. Ispred njega bili su tek Kevin Keegan i John Charles.
Njegov odlazak u Real Madrid 1999. godine bio je jedan od najkontroverznijih na Otoku i temeljen na Bosmanovom pravilu. U to vrijeme bio je najskuplji slobodni igrač koji je napustio klub u povijesti Velike Britanije, a rekord je "srušen" 2001. godine.
Nakon igračkog umirovljenja, Steve McManaman je postao komentator na kanalu Setanta Sports kao i gost analitičar na ESPN-u tijekom Svjetskog prvenstva u Južnoj Africi 2010. i EURA 2012. Danas radi na istom kanalu kao komentator za utakmice Premier lige, FA Kupa i MLS-a.
UEFA ga je 2012. godine imenovala za ambasadora Lige prvaka za sezonu 2012./13. te njenog finala koje se odigralo na Wembleyju.

## Karijera

### Klupska karijera

#### Liverpool
McManaman je odrastao kao navijač Evertona. Međutim, kada mu je klub kao srednjoškolcu ponudio jednogodišnji ugovor, njegov otac ga je odbio u korist Liverpoola koji je ponudio ugovor na dvije godine. Tako je igrač prešao u Redse sa 16 godina te je 1988. napustio školu. U klubu mu je mentor bio John Barnes a Steve McManaman je trebao biti njegov nasljednik.
Sam igrač je najprije napredovao dvije godine u juniorima kluba da bi 19. veljače 1990. potpisao prvi profesionalni ugovor s Liverpoolom. Za momčad je debitirao 15. prosinca 1989. u prvenstvenoj 3:0 pobjedi protiv Sheffield Uniteda. Tada je ušao u igru kao zamjena dok je prvu utakmicu u startnih 11 odigrao 17. kolovoza 1990. u 2:1 pobjedi protiv Oldham Atheltica. Svoj prvi pogodak za klub zabio je 21. kolovoza 1990. za vodstvo protiv Manchester Cityja. Međutim, Redsi su taj susret izgubili s 2:1.
Tijekom sljedeće sezone (1991./92.) Steve McManaman je postao standardan igrač kluba jer je suigrač Barnes ozlijedio Ahilovu tetivu. Steve je tijekom sezone odigrao ukupno 51 utakmicu i zabio sedam pogodaka. Legenda kluba i tadašnji suigrač Ian Rush opisao ga je kao "najperspektivnijeg mladog igrača u klubu". Te sezone Liverpool je osvojio FA Kup trijumfiravši nad Sunderlandom s 2:0 a McManaman je proglašen igračem utakmice.
S vremenom se počeo razvijati te je imao reputaciju najboljeg krila engleskog nogometa uz Ryana Giggsa. Njegove igre su se opisivale riječima "McManaman sramoti protivničku obranu ali mu nedostaje završni dodir (realizacija) koju zaslužuje".
1995. godine klub je osvojio Liga kup pobijedivši Bolton Wanderers s 2:1. Sam igrač je zabio oba pogotka u finalu kojeg su navijači nazvali "McManamanovim finalom". I proslavljeni engleski nogometaš, sir Stanley Matthews je nakon utakmice izjavio: "Podsjeća me na mene dok sam ja igrao. Volio bih da je više driblera poput njega".
U sezoni 1995./96. Mcmanaman je bio najbolji asistent prvenstva s 25 asistencija te se smatrao jednim od najboljih engleskih veznih igrača tijekom EURA 1996. Također, bio je poznat kao univerzalni igrač koji je mogao igrati na lijevom ili desnom krilu, sredini veznog reda ili kao napadač. Zbog njega je Liverpool tada igrao najljepši napadački nogomet u Engleskoj. Sami navijači su ga toliko cijenili da bi se dizali sa sjedala kada bi imao loptu u posjedu. Takvu počast u to vrijeme imali su još Eric Cantona u Manchester Unitedu i Gianfranco Zola u Chelseaju.
Zbog hedonističkog života koji je uključivao mnogo novca te skupa odijela, automobile i žene, Liverpoolovi igrači dobili su nadimak Spice Boys. Taj naziv se prvenstveno odnosio na Stevea McManamana, Robbieja Fowlera, Jamieja Redknappa, Davida Jamesa i Jasona McAteera. U širem smislu, Spice Boys je označavao i druge Liverpoolove igrače kao što su: Michael Owen, Jamie Carragher, Paul Ince, Patrik Berger, Stan Collymore, Dominic Matteo, Phil Babb, Neil Ruddock, Rob Jones i John Scales.
U kolovozu 1997. između igrača i kluba dolazi do prvih nesuglasica jer se nisu mogli dogovoriti oko novog ugovora. U to vrijeme katalonska Barcelona je namjeravala dovesti Stevea za 12 milijuna GBP ali je transfer propao zbog igračevih ugovornih zahtjeva ali i zbog toga što je klub u to vrijeme pregovarao o dolasku Rivalda iz Deportiva. Na kraju je sam McManaman promijenio priču tvrdeći da nikad nije namjeravao napusiti Liverpool te je ostao u njemu još dvije godine koliko je morao zbog ugovora.
Tijekom studenog 1997. McManamana je namjeravao kupiti torinski Juventus ali su igrač i klub odbili ponudu. Uoči sezone 1998./99. klub mu je dodijelio kapetansku vrpcu ali nije uspio postoći dogovor s igračem oko novog ugovora. Liverpool je bio suočen da bi igrač završetkom sezone mogao napustiti klub bez odštete te otići kao slobodan igrač.
Zbog toga su mnogi europski klubovi krenuli u utrku dovođenja Steva u klub. Najbrži je bio madridski Real koji je pregovore započeo u siječnju 1999. Krajem mjeseca McManaman je prošao liječnički pregled u Realu te je potpisao predugovor s klubom kojim mu je osigurana tjedna plaća od 60.000 GBP čime je postao najplaćeniji britanski nogometaš. Ujedno je bio posljednji igrač kojeg je u klub doveo Guus Hiddink prije nego što je u veljači dobio otkaz.
Zbog toga je u Redsima imao status izdajnika dok je s Umbrom bio u sporu jer ga je proizvođač sportske opreme optužio za kršenje ugovora jer je između 1997. i 1998. namjerno nosio kopačke od Reeboka.
U tom razdoblju Liverpool je preuzeo Gérard Houllier koji se odlučio riješiti većine Spice Boysa kao što su Paul Ince, Jason McAteer, Phil Babb, Rob Jones i Stig Inge Bjørnebye te je rekao "da mu je posao pronaći novog Stevea McManamana". Sam igrač je u tom razdoblju doživio osobnu tragediju jer je izgubio majku Irene koja je preminula od raka dojke s kojim se borila posljednje dvije godine. Svi ti razlozi (epitet Jude u klubu, sudski spor s Umbrom i smrt majke) doveli su do pada igračeve forme u drugoj polovici sezone. Ipak, zabijao je važne pogotke u utakmicama protiv Blackburna i Tottenhama te je asistirao Inceu u izjednačenju protiv Uniteda te Karl-Heinz Riedleu u 3:0 pobjedi protiv Wimbledona.
Sve do odlaska u Real, Steve McManaman je za Redse odigrao ukupno 364 utakmice te je zabio 66 pogotka u svim natjecanjima.

#### Real Madrid
Igračem madridskog Reala, McManaman postaje 1. srpnja 1999. a time i drugi Englez u momčadi, nakon Laurieja Cunninghama. Došao je u Španjoolsku u vrijeme dok je klub prolazio kroz dužničku krizu. Tadašnji kapetan momčadi i klupska legenda Raúl je stanje u momčadi opisao riječima: "Svlačionica nam je septička jama puna laži, prijevara i glasina. Žao mi je novih igrača kao što je Steve McManaman. Pogriješio je ako je mislio da je došao u jedan od najvećih svjetskih klubova." Kao novi trener doveden je John Toshack koji je bio prisiljen prodati ključne igrače i to Davora Šukera, Predraga Mijatovića i Christiana Panuccija dok je Clarence Seedorf sljedeće godine otišao u milanski Inter.
McManaman je za Real debitirao 22. kolovoza 1999. u prvenstvenoj 2:1 pobjedi protiv RCD Mallorce. U tom susretu je asistirao Fernandu Morientesu za pobjednički gol u sudačkoj nadoknadi vremena. Već sljedeći tjedan je zabio svoj prvi gol u 4:1 trijumfu protiv Numancije na Santiago Bernabeu.
U razdoblju od prosinca 1999. do siječnja 2000. igrač je s klubom nastupao na Klupskom svjetskom prvenstvu koje se održavalo u Rio de Janeiru. U utakmici za treće mjesto protiv meksičke Necaxe, igrač je promašio penal u sudačkoj nadoknadi a time i šansu za pobjedu. Pitanje pobjednika se na kraju odlučivalo jedanaestercima a pobijedio je meksički sastav s 4:3.
Pod vodstvom novog trener Vicentea del Bosquea, klub je imao jaku sredinu veznog reda kojeg su činili McManaman i Fernando Redondo. Sam klub je tada dominirao u Ligi prvaka u kojoj je na putu do finala izbacio Manchester United i Bayern München. U samom finalu Real je pobijedio Valenciju s 3:0. Engleski veznjak je odigrao cijeli susret, zabio drugi gol u 67. minuti te je proglašen igračem utakmice. Njegova izvedba u tom finalu bila je veoma hvaljena u engleskim medijima.
Iste godine je novi predsjednik kluba Florentino Pérez produbio postojeću dužničku krizu kluba zbog kupnje Luísa Figa kojim je stvoren novi transferni rekord. Kako bi se riješila kriza, klub je ponovo bio prisiljen prodati ključne igrače. Tako su Real prije početka sezone 2000./01. morali napustiti Fernando Redondo (AC Milan), Nicolas Anelka (PSG) i Christian Karembeu (Middlesbrough). Među njima je trebao biti i Steve McManaman ali on je odbio odlazak iz kluba. Zbog toga mu je trener del Bosque rekao "da ima malo šansi da igra za klub te godine" dok ga je Real odbio registrirati i dati mu novi klupski broj za novu sezonu. Također, odbijeni su mu i bonusi. Međutim, sam Steve McManaman je zbog fiksnog ugovora do 2004., odbijao napustiti klub te je pokazao odlučnost da opet izbori mjesto u prvom sastavu.
Real Madrid je u isto vrijeme prihvatio ponude Middlesbrougha (11 milijuna GBP) i Chelseaja (12 milijuna GBP) za McManamana ali ih je sam igrač odbio. Također, htjeli su ga kupiti i Parma, Fiorentina te Manchester United ali je McManaman ostao nepokolebljiv čak i kada je Alex Ferguson iskazao svoje divljenje prema igraču nadajući se potpisu ugovora s Unitedom. Sam Steve McManaman je odbijao sve ponude zbog cilja da uspije u Španjolskoj.
Sami navijači kluba su cijenili Englezov stav tako da je u anketi koju je proveo El Mundo, 90% Realovih navijača podržavalo McManamana dok se suigrač Míchel Salgado potužio tretmanom prema Steveu nakon što je odbio Lazijevu ponudu od osam milijuna funti.
Del Bosque je dao McManamau priliku da zaigra u rujnu 2000. tijekom prvenstvene utakmice protiv Málage kada je ušao u igru kao zamjena. U proljetnom dijelu sezone McManaman je ponovo postao standardan igrač u momčadi Reala. Sam klub je tada osvojio Primeru (svoju 28. u povijesti) te je stigao do polufinala Lige prvaka gdje je izgubio od Bayerna, kasnijeg europskog prvaka. 
U tom razdoblju je madridski Real ušao u eru Galácticosa kada su kupljeni Luís Figo, Ronaldo i Zinedine Zidane zbog čega je McManaman igrao manje ali je bio odlučan da ostane u klubu. Taj stav se nastavio i kroz odbijanje daljnjih ponuda. Tako je npr. odbio ponudu milanskog Intera da dođe u klub kao dio transferne razmjene za Ronalda. Zbog svoje nepokolebljivosti i stava, McManaman je stekao poštovanje klupskih suigrača kao što su Raúl, Zidane, Guti i Iván Helguera dok su ga Figo i Ronaldo javno podupirali te zajedno s njime igrali golf. Također, i Realovi navijači su ga dva puta proglasili omiljenim igračem te ga pozdravili bijelim rubcima (kao miljenika) nakon što je zabio senzacionalan gol Real Oviedu 2001.
Prema nekim kritičarima, McManaman i još neki igrači su postali žrtve klupske politike koja se više temeljila na marketingu i ubiranju prihoda nego sportu. Primjerice, nisu se birali igrači koji su u top formi nego oni koji "stvaraju novac" (Galácticos). Sam Steve McManaman nikad nije govorio koliko je takva klupska politika utjecala na njegovu karijeru u Realu ali ju je opisao u svojoj autobiografskoj knjizi "El Macca".
Florentino Pérez opisao je McManamana riječima "čovjek koji će uvijek imati mjesta u mojem klubu" dok je Johan Cruyff rekao za njega da je "najkorisniji Realov igrač jer sa svakim suigračem stvara odličan tandem".
Tijekom sezone 2001./02. u sklopu stogodišnje obljetnice kluba, Steveu je uručena čast da nosi kapetansku traku (ujedno i prvi Englez) tijekom svečane utakmice između Reala i reprezentacije svijeta. Iste sezone McManaman je u polufinalu Lige prvaka protiv rivala FC Barcelone zabio pogodak u sudačkoj nadoknadi za konačnih 2:0 na Camp Nou. U finalu igranom na Hampden Parku, igrač je ušao u igru u 60. minuti kao zamjena Luísu Figu a klub je s 2:1 pobijedio njemački Bayer Leverkusen. To mu postala druga osvojena Liga prvaka.
Sezona 2002./03. bila je posljednja za Stevea McManamana u Realu. Na njenom početku ulazio je u igru kao rezerva dok je u nekim susretima igrao u prvom sastavu. Jedna od njih bila je utakmica protiv AEK Atene u Ligi prvaka gdje je zabio gol kao i 4:3 poraz na gostovanju kod Manchester Uniteda (unatoč Ronaldovom hat-tricku).
Igračeva sve manja uloga u klubu i mali broj utakmica u prvom sastavu dovodili su u pitanje njegov ostanak u Realu. Ipak, ta sezona je bila uspješna za klub jer su osvojeni Interkontinentalni kup u Japanu a kasnije i španjolsko prvenstvo.
Nakon što je Del Bosqueu uručen sramotan otkaz 24 sata nakon što je osvojio Primeru, umjesto njega je doveden Carlos Queiroz. Nakon toga otpušten je i Steve McManaman unatoč molbama Davida Beckhama klupskom vodstvu da zadrže igrača.
Četiri godine kasnije, Vicente Del Bosque je za dnevnik Marcu izjavio da su mu McManaman i Geremi bili dva najvažnija igrača u Realu jer su čuvali cijelu momčad na okupu te da bude ujedinjena.

#### Manchester City
U ljeto 2003. McManaman zajedno sa suigračem Claudeom Makéléléom odlazi u Premiership. Dok je Makélélé potpisao za Chelsea, McManaman je postao član Manchester Cityja (iako se pisalo o njegovom odlasku u Arsenal i Everton). U Cityju se ponovo našao s bivšim suigračima Fowlerom, Anelkom i Davidom Jamesom koje su mediji nazvali "ponovo ujedinjenim Spice Boysima".
Igrač je za klub debitirao 14. rujna 2003. u domaćoj 4:1 pobjedi nad Aston Villom te je u njoj prikazao odličnu fomru. U klubu je nastavio s pobjedama i napretkom u Kupu UEFA ali su već oko zimske stanke pali Cityjevi rezultati dok se McManaman ozlijedio.
Sezona 2004./05. bila je razočaravajuća kako za klub tako i za navijače koji su McManamana mzili nakon remija protiv Norwich Cityja. Također, dali su mu nadimak McMoneyman aludirajući na novac kao razlog zbog čega je otišao iz Liverpoola gdje je bio zvijezda, upornog inzistiranja da ostane u Realu te dolazak u City. Igrač je bio i na udaru kritika od Alexa Fergusona nakon gradskog derbija u FA Kupu kada je tvrdio da nije znao koja je bila McManamanova uloga u igri kao i zbog crvenog kartona kojeg je dobio zbog prekršaja nad Garyjem Nevilleom.
Međutim, tada mladi suigrači Shaun Wright-Phillips, Joey Barton, Stephen Ireland i Lee Croft navodili su upravo McManamana kao svoj glavni motivacijski izvor.
Tijekom 2004. McManamana se povezivalo s njujorškim MetroStarsom ali je igrač odbio klub smatrajući da u MLS odlaze igrači na zalasku karijere. Nakon što je trener Kevin Keegan dao ostavku u ožujku 2005., Steve više nije odigrao niti jednu utakmicu za klub. Novi trener Stuart Pearce stavio ga je 20. svibnja iste godine na transfer listu kao slobodnog igrača. To je ujedno bio i kraj McManamanove igračke karijere.
Izvan terena, Steve McManaman i Robbie Fowler bili su uhvaćeni u seks-skandalu koji je objavljen u News of the World. Oba igrača su neuspješno pokušala spriječiti objavljivanje skandala u medijima a cijeli slučaj je ekspresno stigao na sud. Razlog tome bio je nedavni slučaj silovanja za koje je bio optužen tadašnji Chelseajev igrač Jody Morris.

### Reprezentativna karijera

#### Engleska U21
McManaman je debitirao mladu reprezentaciju u listopadu 1990. u susretu protiv Walesa koja je odigrana u Tranmereu.
U veljači 1993. je nosio kapetansku vrpcu U21 selekcije u susretu protiv San Marina. Tada je dao zabio gol a reprezentacija je pobijedila s visokih 6:0.

#### Gordi Albion
Izbornik Terry Venables dao je McManamanu priliku da debitira za Englesku 16. studenog 1994. u prijateljskoj utakmici protiv Nigerije koja je igrana na Wembleyju. McManaman je tada ušao u igru kao zamjena za Roberta Leeja.
Na EURU 1996. kojem je Engleska bila domaćin, Steve McManaman je s reprezentacijom stigao do polufinala te je odigrao svih šest utakmica u prvom sastavu. Njegove odlične igre je pohvalio sam Pelé te je uvršten u idealnu momčad turnira. Također, prema BBC-u, slavni Brazilac ga je proglasio najboljim igračem Eura kao i igračem koji je najviše impresionirao.
Nakon što je reprezentaciju preuzeo Glenn Hoddle, McManaman se nije uspio nametnuti novom izborniku unatoč dobrim igrama u Liverpoolu. Zbog toga je britanski tisak lobirao Hoddlea da koristi McManamana. U kasnijem interviewu, izbornik je izjavio da igrača namjerava koristiti kao most između Paula Gascoignea i Davida Beckhama. Međutim, McManaman je tijekom Hoddleovog razdoblja odigrao svega četiri utakmice za Gordi Albion te jednu utakmicu protiv Kolumbije na Svjetskom prvenstvu 1998.
Dolaskom Kevina Keegana na kormilo reprezentacije, McManaman je odmah stavljen u prvi sastav nacionalne momčadi. Tijekom Keeganovog vodstva, McManaman je dao veliki reprezentativni doprinos te je s njome nastupio na EURU 2000. Na samom turniru je odigrao samo jednu utakmicu protiv Portugala u skupini te je u njoj zabio gol i ozlijedio se. Međutim, Engleska je u konačnici izgubila s 3:2 te je ispala iz daljnjeg natjecanja kao predzadnja u skupini.
Nakon što je Sven-Göran Eriksson imenovan novim izbornikom reprezentacije, McManaman je sudjelovao u kvalifikacijskim utakmicama za Svjetsko prvenstvo 2002. Jedna od njih bila je na njegovom Anfield Roadu protiv Finske gdje je asistirao Davidu Beckhamu za pobjedu. Unatoč tome, izbornik mu je na telefonskoj sekretarici početkom 2002. ostavio poruku da ga neće uvrstiti na popis reprezentativaca za predstojeće Svjetsko prvenstvo. Tako je Steve McManaman prekinuo svoju reprezentativnu karijeru.

##### Pogoci za reprezentaciju
| #  | Datum            | Mjesto                    | Protivnik  | Pogodak | Rezultat | Natjecanje                 |
| -- | ---------------- | ------------------------- | ---------- | ------- | -------- | -------------------------- |
| 1. | 4. rujna 1999.   | Wembley, London, Engleska | Luxembourg | 3 : 0   | 6 : 0    | Kvalifkacije za EURO 2000. |
| 2. | 4. rujna 1999.   | Wembley, London, Engleska | Luxembourg | 5 : 0   | 6 : 0    | Kvalifkacije za EURO 2000. |
| 3. | 12. lipnja 2000. | Eindhoven, Nizozemska     | Portugal   | 2 : 0   | 2 : 3    | EURO 2000.                 |

## Osvojeni trofeji

### Klupski trofeji
| Klub        | Trofej                 | Sezona / godina |
| Engleska    | Engleska               | Engleska        |
| ----------- | ---------------------- | --------------- |
| Liverpool   | FA Kup                 | 1992.           |
| Liverpool   | Liga kup               | 1995.           |
| Španjolska  |                        |                 |
| Real Madrid | Liga prvaka            | 1999./00.       |
| Real Madrid | Španjolsko prvenstvo   | 2000./01.       |
| Real Madrid | Španjolski Superkup    | 2001.           |
| Real Madrid | Liga prvaka            | 2001./02.       |
| Real Madrid | Superkup Europe        | 2002.           |
| Real Madrid | Interkontinentalni kup | 2002.           |
| Real Madrid | Španjolsko prvenstvo   | 2002./03.       |
| Real Madrid | Španjolski Superkup    | 2003.           |

### Individualni trofeji
| Trofej                            | Sezona / godina |
| --------------------------------- | --------------- |
| Trofej Alan Hardaker              | 1995.           |
| Najbolja momčad EP u Engleskoj    | 1996.           |
| PFA najbolja momčad Premier lige  | 1996./97.       |
| Igrač mjeseca Premier lige        | prosinac 1997.  |
| Igrač utakmice finala Lige prvaka | 2000.           |